# جوان لويل
جوان لويل (بالإنجليزية: Joan Lowell)‏ هي كاتِبة ومؤلفة وممثلة أمريكية، ولدت في 23 نوفمبر 1902 في كاليفورنيا في الولايات المتحدة، وتوفيت في 7 نوفمبر 1967 في برازيليا في البرازيل.

## وصلات خارجية
- جوان لويل على موقع IMDb (الإنجليزية)
- جوان لويل على موقع قاعدة بيانات الأفلام السويدية (السويدية)
- جوان لويل على موقع قاعدة بيانات الفيلم (الإنجليزية)